# ジャック・ステラ
ジャック・ステラ（Jacques Stella、1596年9月29日（洗礼日）- 1657年4月29日）はフランスの画家、版画家である。イタリアで働いた後、フランス国王ルイ13世とルイ14世の宮廷画家となった。

## 略歴
リヨンでフランドル出身の画家、画商のフランソワ・ステラの息子に生まれた。兄や姉も美術家になった一族であったが、父親はステラが幼い内に亡くなった。リヨンで美術の修行をした後、20歳になる、1916年から1621年の間はフィレンツェに移り、トスカーナ大公、コジモ2世の宮廷で働いた。フィレンツェでは、版画家のジャック・カロのためにも働いたとされる。当時のフィレンツェの画家のスタイルはステラの作品に見られている。コジモ2世が亡くなった後、ローマに移り、10年ほどローマで働き、版画作品や、宝飾品に描く画家として人気になり、教皇ウルバヌス8世からも注文を受けた。古典主義の画家たちから影響を受け、同時期にローマでの修行を始めた画家のニコラ・プッサン(1594-1665)からも影響を受けた。
1634年にリヨンに戻り、1635年にパリに移った。宰相リシュリューに紹介されて、フランス国王ルイ13世の宮廷画家に任じられ、俸給を与えられルーブル宮殿に部屋を与えられた。1643年に王位を継いだルイ14世のもとでも働き、キリストの生涯を描く一連の作品を描き、ニコラ・プッサンやシモン・ヴーエとともにパリのサン＝ルイ礼拝堂(Chapelle Saint-Louis de la Salpêtrière)やサン＝ジェルマン＝アン＝レー城などの装飾画も描いた。
1645年にルイ14世からサン・ミシェル勲章(Ordre de Saint-Michel)を受勲した。
美術品収集家としてニコラ・プッサンの多くの絵画や、ラファエロやミケランジェロ、レオナルド・ダ・ヴィンチの作品などを収集したことで知られている。

## 作品

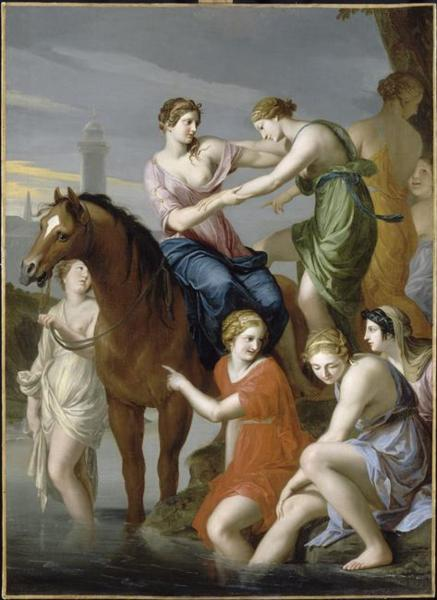
「テレべ川を渡るクロエリア」(1635/1645) ルーブル美術館蔵
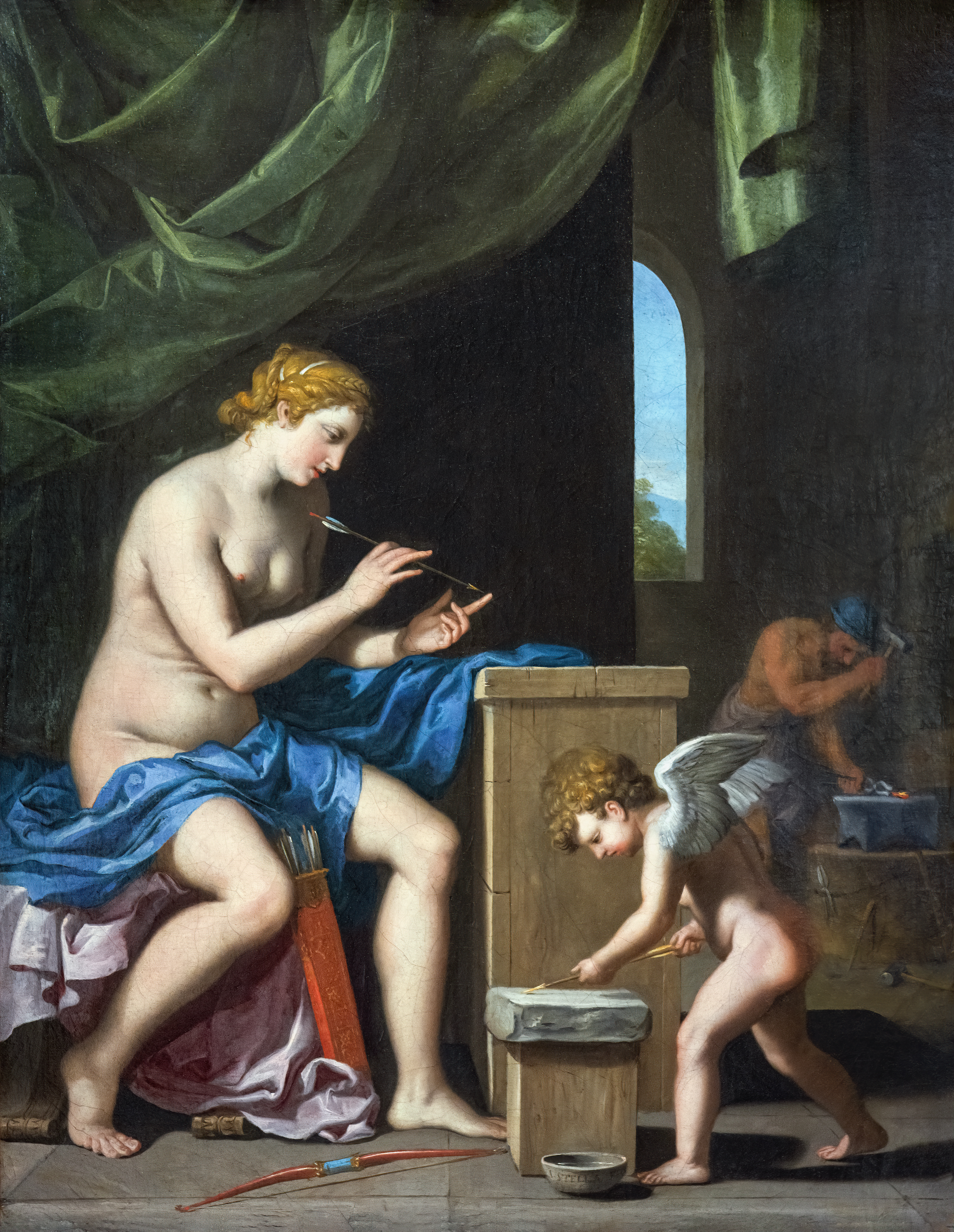
愛の矢を鍛つウゥルカーヌス(1644/1645) Fondation Bemberg蔵
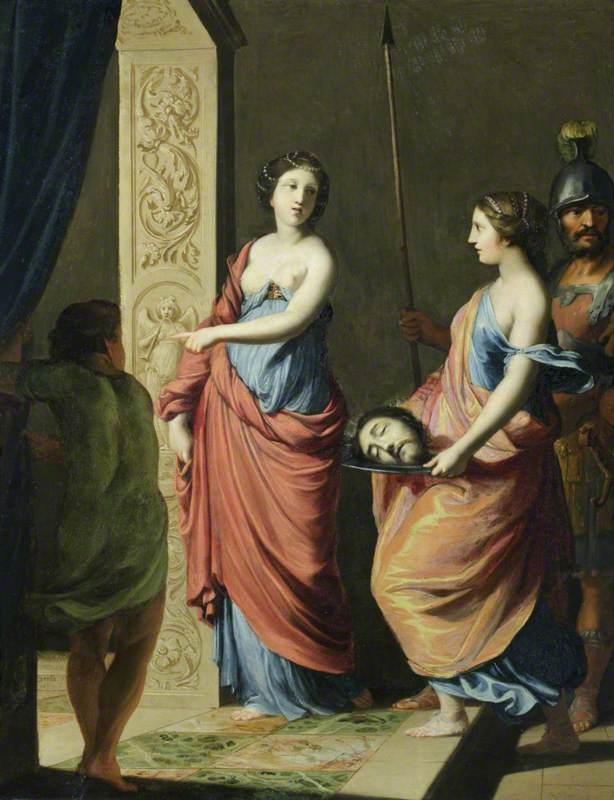
洗礼者ヨハネの頭部を持つサロメ (1637) National Trust蔵
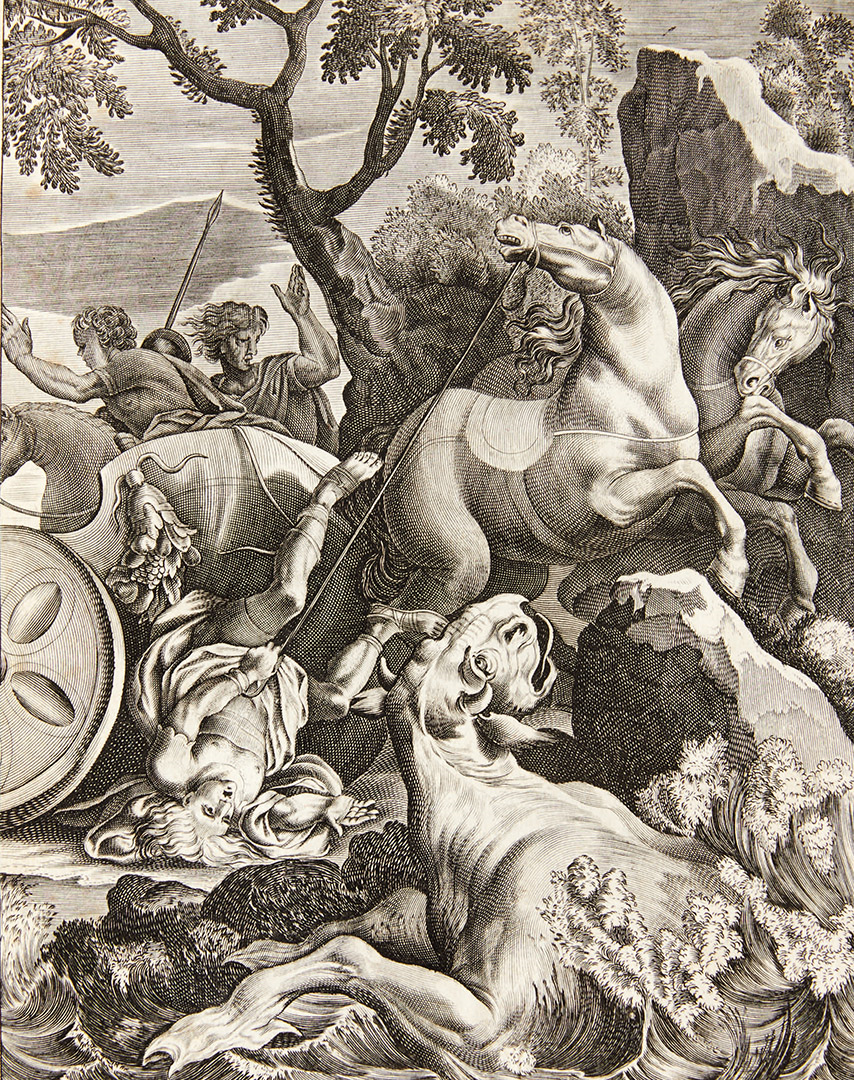
版画作品

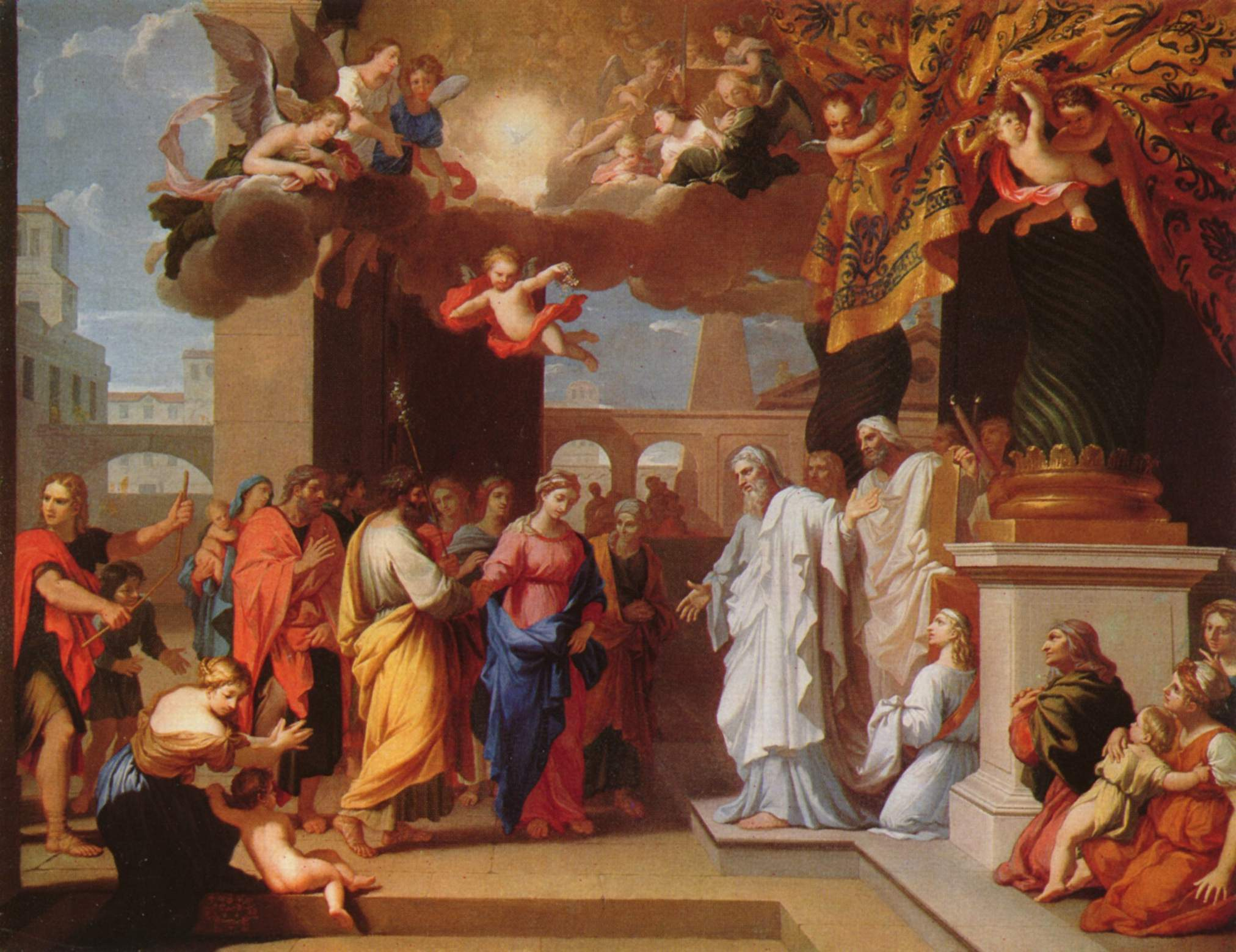
聖母の結婚 ブダペスト国立西洋美術館蔵
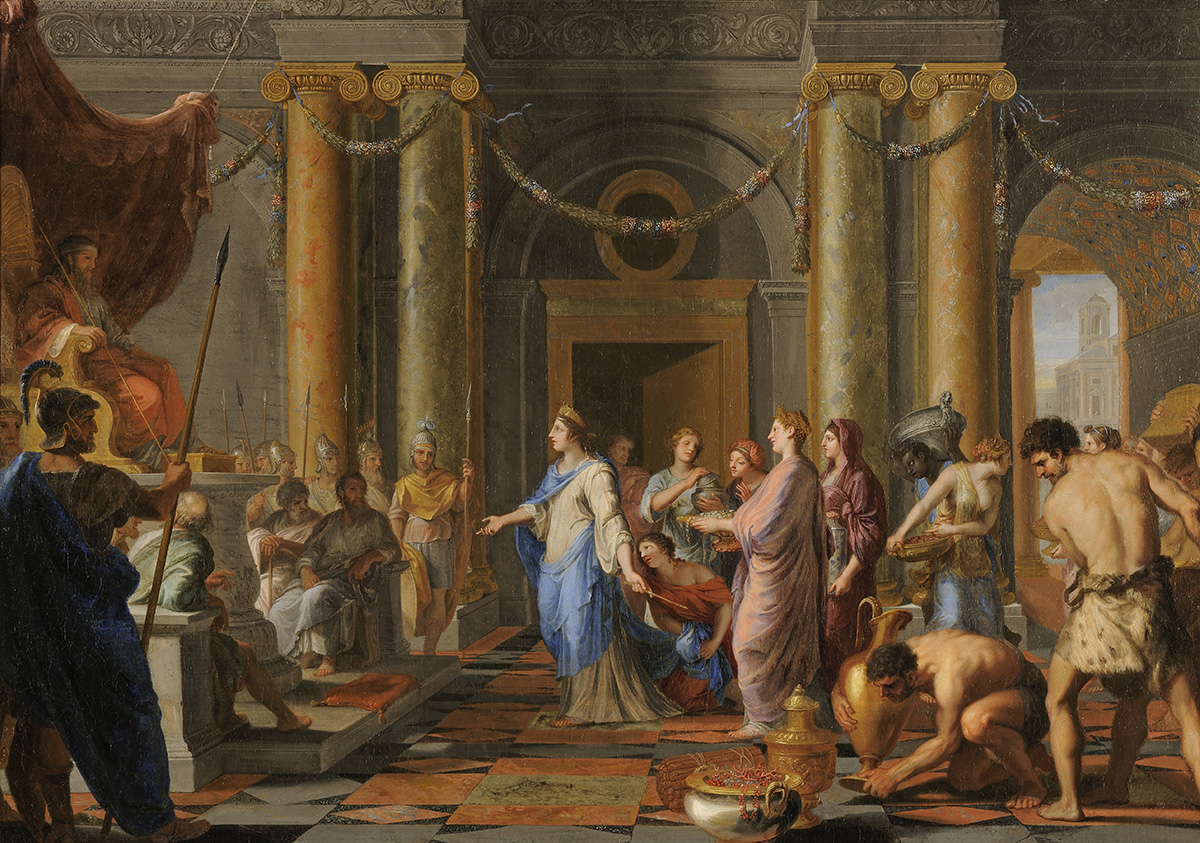
シバの女王を迎えるソロモン リヨン美術館蔵
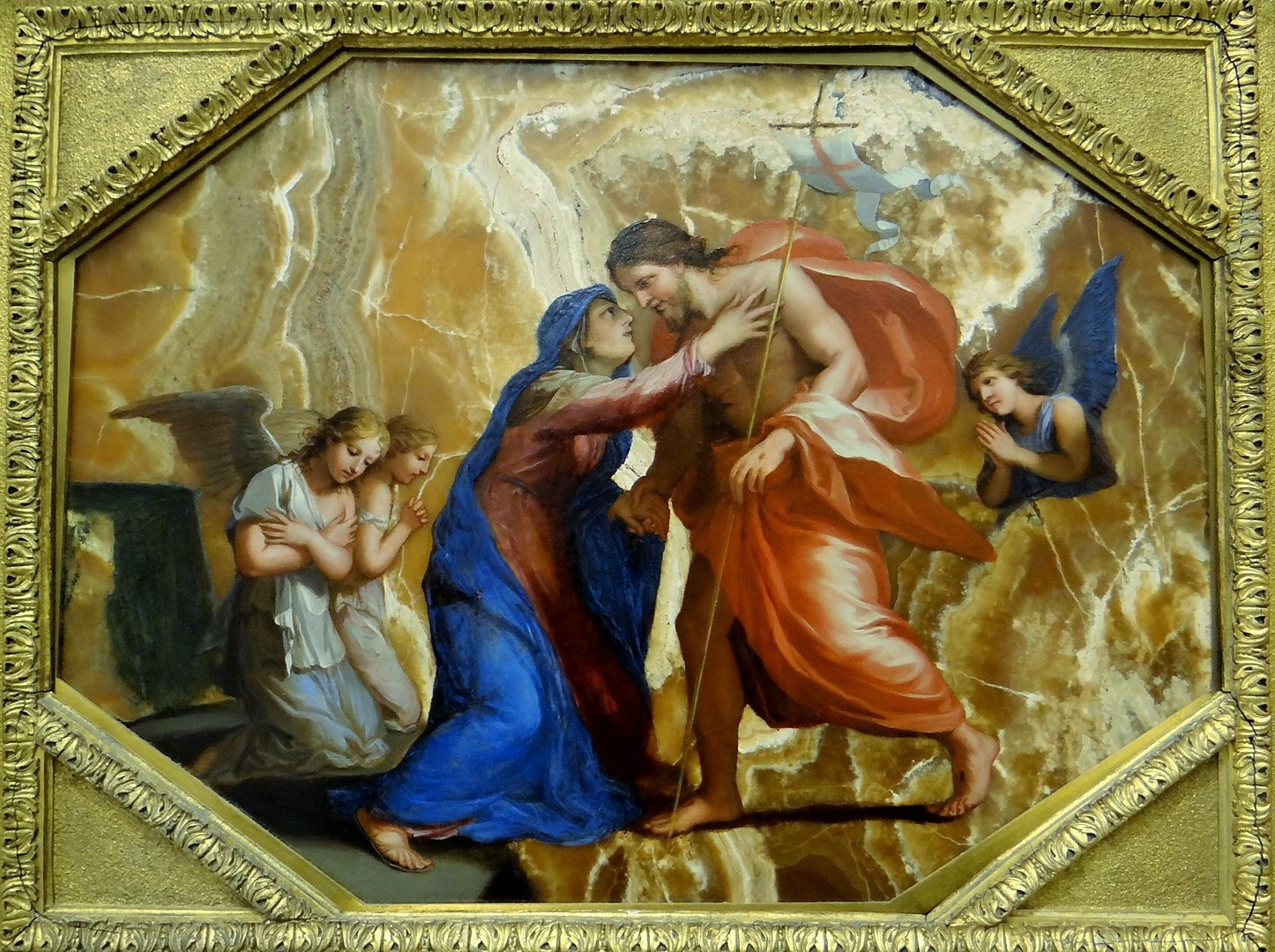
聖母の前に現れる復活したキリスト(1640) ルーブル美術館蔵